# Barrage de l'Alakır
Le barrage d'Alakır (en turc Alakır barajı) est un barrage dans le district de Kumluca de la province d'Antalya en Turquie. La rivière  d'Alakır (Alakır Çayı) coupée par ce barrage se jette dans la Mer Méditerranée à 13 km au sud de celui-ci.
Construit entre 1967 et 1971, le lac ainsi créé mesure 4,28 km2 et permet d'irriguer 3263 ha.

## Sources
- (en) www.dsi.gov.tr/tricold/alakir.htm Site de l'agence gouvernementale turque des travaux hydrauliques